# Michelle Tau
Pour les articles homonymes, voir Tau.
Matokelo Michelle Elizabeth Tau, née le 1er avril 1997, est une mannequin et taekwondoïste lésothienne.

## Enfance et éducation
Les parents de Michelle Tau sont tous les deux dans l'équipe nationale de taekwondo. Le père de Tau, qui a gagné une médaille aux Jeux militaires mondiaux et a participé aux Jeux africains, meurt quand elle est très jeune, et elle grandit en admirant son palmarès.

## Carrière de mannequinat
En 2017, elle remporte le concours de beauté Face of Lesotho.
Elle se met ensuite au taekwondo, malgré les critiques d'une partie du public, qui ne comprend pas pourquoi une mannequin pratique un sport associé aux hommes.

## Carrière sportive
Aux Jeux africains de 2019, elle remporte la médaille d'argent dans la catégorie des moins de 46 kg. Elle obtient la médaille de bronze dans cette même catégorie aux Championnats d'Afrique de taekwondo 2021 à Dakar ainsi qu'aux Championnats d'Afrique de taekwondo 2023 à Abidjan et aux Jeux africains de 2023 à Accra[réf. souhaitée].
En 2024, elle arrive en finale de l'événement de qualification africain pour les Jeux olympiques d'été de 2024 à Paris. Elle y est le porte-drapeau de la délégation du Lesotho, elle s'entraîne en Espagne, au club de taekwondo Jesús Tortosa d'Alcobendas